# Tulsidas
Tulsidas (en devanagari: तुलसीदास, [t̪uls̪iːd̪ɑːs̪], també conegut com a Goswami Tulsidas), (1497/1532 –Benarés, 1623) va ser un poeta i sant hindú, i alhora un reformador i filòsof, que es feu famós per la seva gran devoció pel déu Rama. Tot i que va escriure diverses obres, es coneix sobretot pel fet de ser l'autor de l'epopeia Ramtxaritmanas, una reformulació del Ramaiana sànscrit en llengua awadhi. Tulsidas va ser celebrat durant la seva vida, ja que se'l considerava una reencarnació de Valmiki, el compositor del Ramaiana original en sànscrit. També se li atribueix la composició de la txalisa d'Hanuman, un himne popular de devoció dedicat a Hanuman, el mico diví que ajudava Rama. Tulsidas visqué tota la seva vida i va morir a la ciutat de Benarés.

## Transliteració i etimologia
El nom sànscrit de Tulsidas es pot transliterar de dues maneres. Utilitzant el sànscrit original, el nom s'escriu com Tulasīdāsa. Utilitzant el sistema de transliteració de Hunter, s'escriu com a Tulsidas o Tulsīdās reflectint la pronunciació vernacular (ja que les llengües índies escrites mantenen les lletres vestigials que ja no es pronuncien). Les vocals perdudes són un aspecte de la supressió de Schwa en les llengües indoàries i poden variar entre les regions. El nom és un compost de dues paraules sànscrites: Tulasī, que és una varietat índia de la planta d'alfàbrega considerada de bon auguri pels Vaishnavas (devots del déu Vixnu i els seus avatars com Rama), i Dāsa, que significa esclau o servent i per extensió, devot.

### Encarnació de Valmiki
Molts creuen que és una reencarnació de Valmiki. A l'escriptura hindú Bhavishyottar Purana, el déu Shiva li diu a la seva dona Parvati com Valmiki, que va rebre una benvinguda d'Hanuman per cantar la glòria de Rama en llengua vernacular, s'encarnarà en el futur al Kali Yuga (el present i l'últim iuga o època dins un cicle de quatre iugues).
Nabhadas escriu al seu Bhaktamal (literalment, la Garlanda de bhakt o devot) que Tulsidas va ser la reencarnació de Valmiki al Kali Yuga. La secta Ramanandi creu que va ser el mateix Valmiki qui es va encarnar com a Tulsidas al Kali Yuga.
Segons un relat tradicional, Hanuman va anar a Valmiki nombroses vegades per escoltar-lo cantar el Ramayana, però Valmiki va rebutjar la petició dient que Hanuman era un mico no era digne d'escoltar l'èpica. Després de la victòria de Rama sobre Ravana, Hanuman va anar a l'Himàlaia per continuar el seu culte a Rama. Allà va escriure una versió teatral del Ramayana anomenada Mahanataka o Hanuman Nataka gravada a les roques de l'Himàlaia amb les ungles. Quan Valmiki va veure l'obra escrita per Hanuman, va anticipar que la bellesa del Mahanataka eclipsaria el seu propi Ramayana. Hanuman es va entristir per l'estat d'ànim de Valmiki i, sent un veritable bhakta sense cap desig de glòria, Hanuman va llançar totes les roques a l'oceà, algunes parts de les quals es creu que estan disponibles avui com a Hanuman Nataka. Després d'això, Hanuman va ordenar a Valmiki que prengués el naixement com a Tulsidas i compongués el Ramayana en llengua vernacla.

## Doctrina
La filosofia i els principis de Tulsidas es troben a través de les seves obres, i es descriuen especialment en el diàleg entre Kakbhushundi i Garuda a l'Uttar Kand dels Ramcharitmanas. La doctrina de Tulsidas ha estat descrita com una assimilació i reconciliació dels uns quants principis i cultures de l'hinduisme. Al començament dels Ramcharitmanas, Tulsidas diu que la seva obra està d'acord amb diverses escriptures: els Puranes, Vedas, Upavedas, Tantra i Smriti. Ram Chandra Shukla a la seva obra crítica Hindi Sahitya Ka Itihaas elabora el Lokmangal de Tulsidas com la doctrina per a l'elevació social que va fer que aquest gran poeta sigui immortal i comparable a qualsevol altre literat del món.

### Nirguna i Saguna Braman

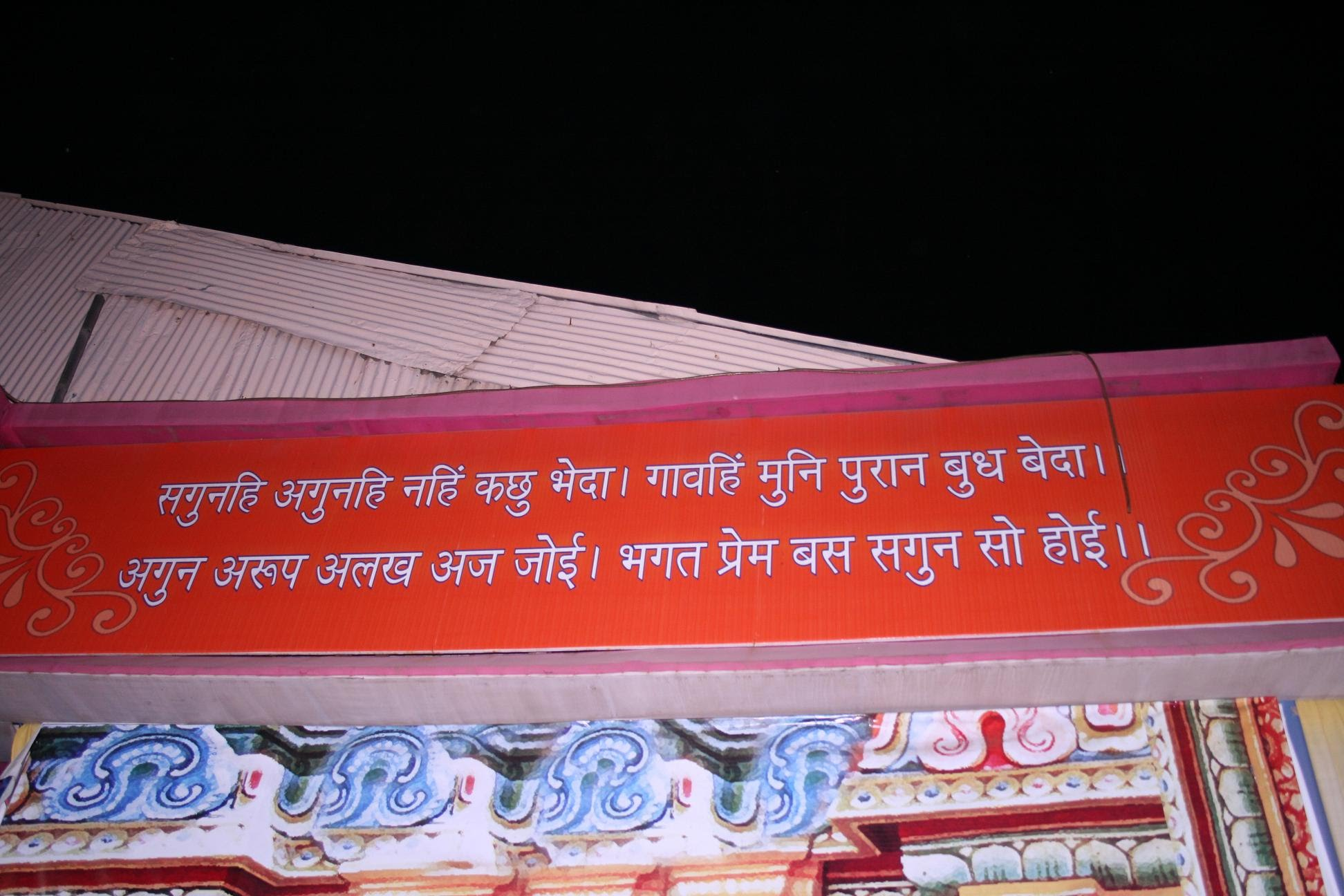
Versos de Ramcharitmanas que equiparen el Braman Saguna i Braman Nirguna, a l'entrada d'un temple a Bhopal.

Segons Tulsidas, el Nirguna Braman (absolut impersonal sense qualitat) i Saguna Braman (Déu personal amb qualitats) són el mateix. Tots dos, Saguna (Braman qualificat) i Aguna (o Nirguna - Braman no qualificat) són Akath (indicible), Agaadh (insondable), Anaadi (sense principi, existint des de l'eternitat) i Anupa (sense paral·lel) (अगुन स॰ुँनँँु ्म सरूपा। अकथ अगाध अनादि अनूपा॥). És la devoció (Bhakti) del devot la que obliga el Braman Nirguna, que és sense qualitat, sense forma, invisible i no nascut, a fer-se Saguna Braman amb qualitats. Tulsidas posa l'exemple de l'aigua, la neu i la calamarsa per explicar-ho: la substància és la mateixa en tots tres, però la mateixa aigua sense forma se solidifica per fer-se calamarsa o en una muntanya de neu, ambdós tenen una forma. Tulsidas també dona el símil d'un llac: el Braman Nirguna és com el llac amb només aigua, mentre que el Braman Saguna és un llac resplendent de lotus en flor. A l'Uttar Kand de Ramcharitmanas, Tulsidas descriu amb detall un debat entre Kakbhushundi i Lomasa sobre si Déu és Nirguna (tal com argumenta Lomasa adherint-se al monisme) o Saguna (com argumenta Kakbhushundi adherint-se al dualisme). Kakbhushundi refuta repetidament tots els arguments de Lomasa, fins al punt que Lomasa s'enfada i maleeix a Kakbhushundi perquè sigui un corb. Lomasa es penedeix més tard quan Kakbhushundi accepta feliçment la maledicció, però es nega a renunciar al Bhakti de Rama, el Saguna Braman. Tot i que Tulsidas considera que tots dos aspectes de Déu són iguals, afavoreix l'aspecte Saguna qualificat i els devots de la categoria més alta dels Ramcharitmanas demanen repetidament que l'aspecte Saguna qualificat de Rama resideixi en la seva ment. Alguns autors afirmen a partir d'algunes cobles de Ramcharitmanas i Vinay Patrika que Tulsidas ha contradit enèrgicament la negació d'Avatar per Kabir. En diverses de les seves obres, Kabir havia dit que el Rama real no és el fill de Dasharatha. Al Balkand de Ramcharitmanas, Shiva li diu a Parvati: aquells que diuen que el Rama que canten els Vedes i a qui contemplen els savis és diferent de la raça de Rama de Raghu estan posseïts pel diable de l'engany i no coneixen la diferència entre la veritat. i falsedat. Tanmateix, aquestes al·lusions es basen en interpretacions del text i no tenen gaire aigua quan es consideren en el context de Ramcharitmanas. Tulsidas, en cap de les seves obres, ha esmentat mai Kabir.

### El nom de Rama

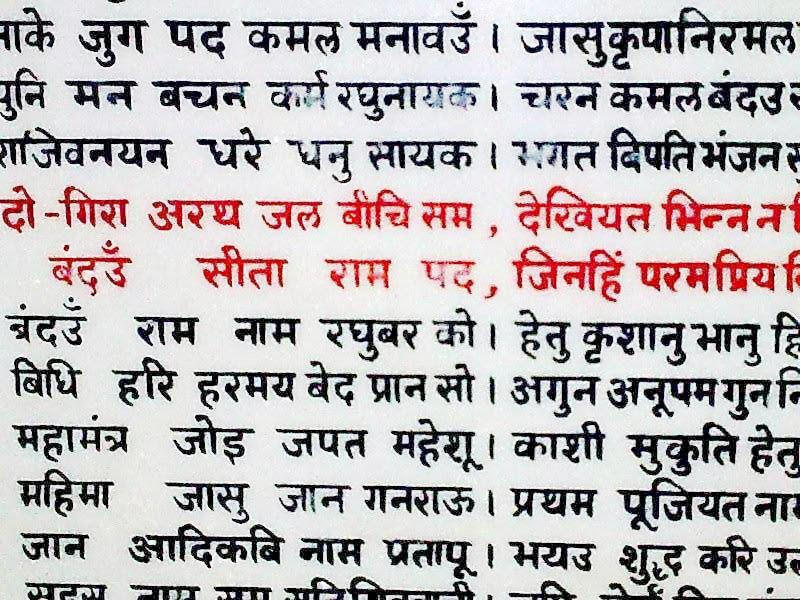
Versos de Ramcharitmanas al començament de Nam-vandana (Exaltant el nom de Rama), al Manas Mandir, Chitrakoot, Índia.

Al començament dels Ramcharitmanas, hi ha una secció dedicada a la veneració del nom de Rama. Segons Tulsidas, repetir el nom de Rama és l'únic mitjà per assolir Déu a l'era Kali, on els mitjans adequats per a altres edats com la meditació, el karma i el Puja són ineficaços. Diu a Kavitavali que la seva pròpia redempció es deu al poder, la glòria i la majestuositat del nom de Rama. En una cobla del Gitavali, Tulsidas diu que desitjar l'alliberament sense refugi en nom de Rama és com voler pujar al cel aguantant la pluja que cau. Segons la seva opinió, el nom de Rama és més gran que els aspectes de Déu de Nirguna i Saguna: els controla tots dos i els il·lumina com un intèrpret bilingüe. En un vers del Dohavali, Tulsidas diu que el Nirguna Braman resideix al seu cor, el Saguna Braman resideix als seus ulls i el nom de Rama resideix a la seva llengua, com si es mantingués una pedra preciosa radiant entre la meitat inferior i superior d'un arqueta daurada. Ell sosté que Rama és superior a tots els altres noms de Déu, i argumenta que ra i ma ésser són les úniques dues consonants que s'escriuen per sobre de totes les altres consonants en forma conjunta en sànscrit perquè són els dos sons de la paraula. Rama.

### Rama com a Braman
En uns quants llocs de les obres de Tulsidas, Rama es veu com el més alt que Vixnu i no com un avatar de Vixnu, que és la representació general de Rama.
En l'episodi de l'engany de Sati a Ramcharitmanas, Sati veu molts Shiva, Brama i Vixnu servint Rama i inclinant-se als seus peus. Quan Manu i Shatarupa fan penitència, anhelen veure aquest Senyor Suprem d'una part del seu ésser emanen una sèrie de Shivas, Bramas i Vixnus. Brama, Vixnu i Shiva vénen a ells moltes vegades temptant-los amb una benvinguda, però Manu i Shatarupa no aturen la seva penitència. Finalment, només els satisfà l'aparició de Rama, al costat esquerre del qual hi ha Sita, d'una part del qual neixen innombrables Lakshmis, Umas (Parvatis) i Vixnunis (Sarasvatis). En l'episodi del matrimoni de Sita i Rama a Balkand, el trio de Brama, Vixnu i Shiva és present: Vixnu està sorprès perquè no troba enlloc res que sigui obra seva, mentre que Vixnu està encantat amb Lakhmi en veure Rama. Al Sundarkand, Hanuman li diu a Ravana que Brama, Vixnu i Shiva poden crear, preservar i destruir amb la força de Rama. Al Lankakand, Tulsidas presenta l'univers com la forma còsmica de Rama, en la qual Shiva és la consciència, Brama és la raó i Vixnu és la seva intel·ligència. Segons Tulsidas, Rama no només és un avatar, sinó també la font d'avatars: Krishna també és un avatar de Rama. Així, Tulsidas considera clarament Rama com a brahman suprem i no un avatar de Vixnu.
Segons l'opinió d'Urvashi Soorati, el Rama de Tulsidas és una fusió de Vixnu que pren avatars, Vixnu a la residència de Ksheera Sagara, Braman i la manifestació Para del Pancharatra. Macfie conclou que Tulsidas fa una doble afirmació, és a dir, Rama és una encarnació tant de Vixnu com de Braman. En paraules de Lutgendorf, Rama de Tulsidas és alhora el príncep exemplar de Valmiki, el Vixnu còsmic dels Puranas i el brahman transcendent dels advaitins.

### Vedanta, món i maia
Al Sundarkand de Ramcharitmanas, Tulsidas diu que Rama és cognoscible pel Vedanta.
Segons Tulsidas, Rama és la causa eficient i material (Nimitta i Upadana) del món, que és real ja que Rama és real. En diversos versos dels Ramcharitmanas, Tulsidas diu que el món animat i inanimat és una manifestació de Rama, i l'univers és la forma còsmica de Rama. Els autors interpreten aquests versos en el sentit que el món és real segons Tulsidas, d'acord amb la filosofia Vishishtadvaita de Ramanuja. Tanmateix, en uns quants llocs dels Ramcharitmanas i Kavitavali, Tulsidas compara el món amb una nit o un somni i diu que és Mithya (falsa o irreal). Alguns comentaristes interpreten aquests versos en el sentit que, segons l'opinió de Tulsidas, el món és irreal segons la doctrina Vivartavada d’Adi Shankara, mentre que uns quants altres els interpreten com a significat que el món és transitori, però real segons la doctrina Satkhyativada de Ramananda. Uday Bhanu Singh conclou que, segons Tulsidas, el món és essencialment la forma de Rama i sembla ser diferent de Rama a causa de Maya. La seva forma visible és transitòria, que és el que vol dir Tulsidas per Mithya.
En el Vinayapatrika, Tulsidas diu que el món en si mateix no és ni veritable (Satya), ni fals (Asatya), ni tant vertader com fals junts (Satyasatya) - qui deixa de banda aquestes tres il·lusions, es coneix a si mateix. S'ha interpretat que això significa que, segons Tulsidas, el món sencer és una Lila de Rama. Al començament de les Ramcharitmanas, Tulsidas interpreta Samasti Vandana (reversió a tots els éssers) en què també s'inclina davant el món, dient que està impregnat o nascut de Sita i Rama. Segons uns quants versos de Ramcharitmanas i Vinaypatrika, quan un Jiva (ésser viu) coneix el jo, Maya i Rama, veu que el món està impregnat per Rama.
A l'episodi de Balkand del matrimoni dels prínceps d'Ayodhya amb les princeses de Mithila, Tulsidas presenta una metàfora en la qual es comparen les quatre núvies amb els quatre estats de consciència: l'estat de vigília (Jagrat), dormir amb somnis (Swapna), son sense somnis (Sushupti) i el quart estat d'autoconsciència (Turiya). Els quatre nuvis es comparen amb la divinitat que presideix (Vibhu) dels quatre estats: Vishva, Taijasa, Prajna i Brahman. Tulsidas diu que com els quatre estats de consciència amb les seves divinitats que presiden resideixen a la ment d'un Jiva, així les quatre núvies amb els seus nuvis resplendien al mateix pavelló.
Tulsidas identifica Maya amb Sita, l'energia inseparable de Rama que pren l'avatar juntament amb Rama. Segons la seva opinió, Maya és de dos tipus: Vidya i Avidya. Vidya Maya és la causa de la creació i l'alliberament de Jiva. Avidya Maya és la causa de la il·lusió i l'esclavitud del Jiva. El món sencer està sota el control de Maya. Maya és essencialment el mateix, però les dues divisions es fan amb finalitats cognitives, aquesta visió de Tulsidas està d'acord amb els professors Vixnuisme del Vedanta.

### Vistes d'altres deïtats hindús
Segons Tulsidas, no hi ha incompatibilitat entre la devoció a Rama i l'afecció a Shiva. Tulsidas equipara el Guru com una encarnació de Shiva, i una part considerable del Balkand de Ramcharitmanas es dedica a la narració de Shiva incloent l'abandonament de Sati, la penitència de Parvati, la crema de Kamadeva i el matrimoni de Parvati i Shiva. A més, Tulsidas venera tot el panteó hindú. Els Ramcharitmanas comencen amb la reverència de Ganesh, Sarasvati, Parvati, Shiva, el Guru, Valmiki i Hanuman. Al començament del Vinayapatrika, s'inclina davant Ganesh, Surya, Shiva, Devi, Ganga, Yamuna, Varanasi i Chitrakoot, demanant-los devoció cap a Rama.

### Bhakti
La finalitat pràctica de tots els seus escrits és inculcar el bhakti adreçat a Rama com el mitjà més gran de salvació i emancipació de la cadena de naixements i morts, una salvació que és tan lliure i oberta als homes de la casta més baixa.